# رطل

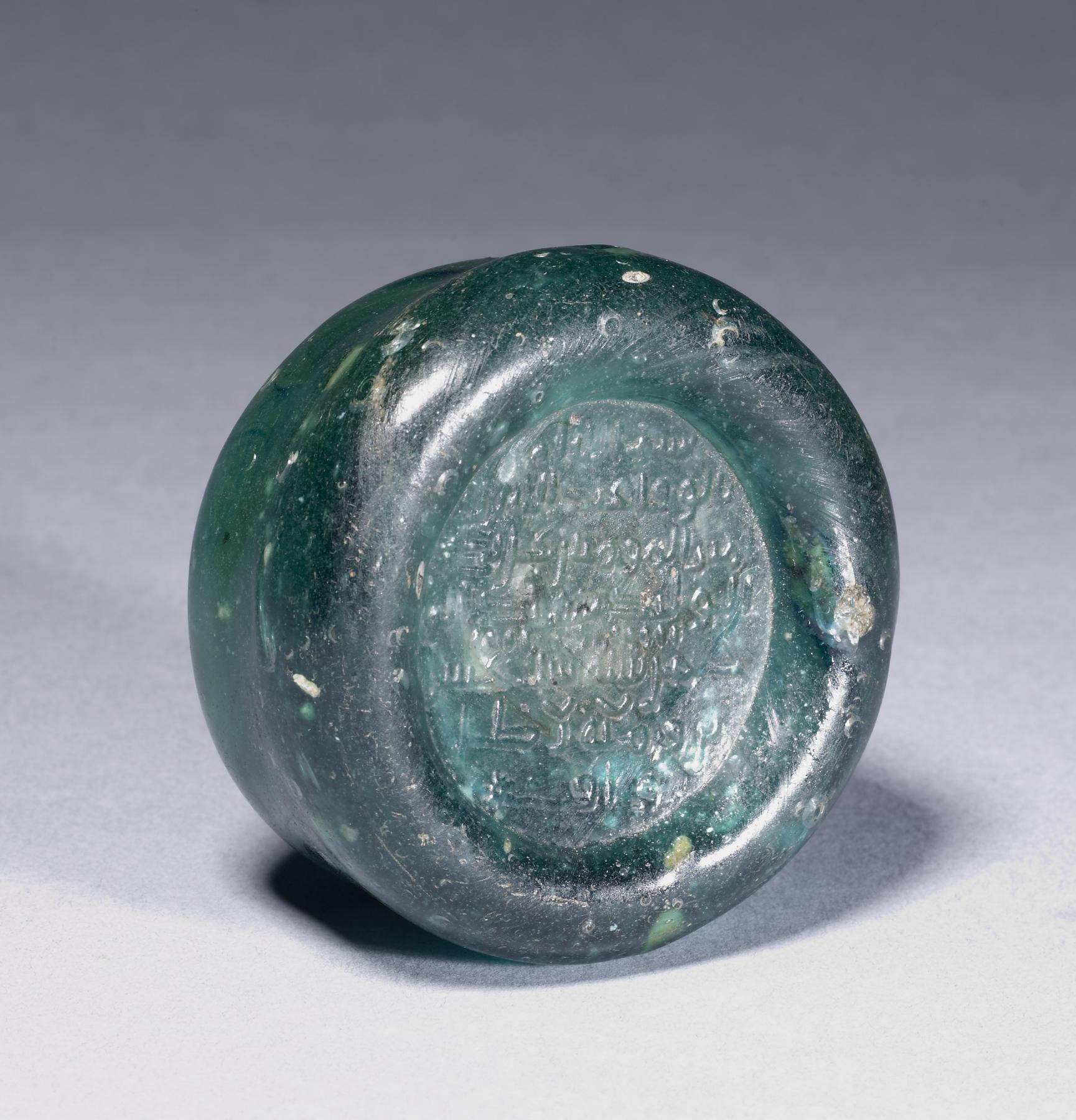
مثقال رطل من العصر الأموي.

الرِّطْل هو وحدة لقياس الكتلة، تستخدم في النظام الملكي والاستهلاكي الأمريكي وأنظمة قياس أخرى، وهو يساوي 453 غرام.

## في الشريعة الإسلامية
- الرطل العراقي:
  - عند الحنفية يقدر الرطل بنصف مَنِّ أي 222 درهم. أي 406.25 غرام.
  - وعند الجمهور: يقدر الرطل ب 128 درهم وأربع أسباع (4/7) 0.496.أي 382.5 غرام.
- الرطل الشامي: ب600 درهم.
  - عند الحنفية 1875 غرام.
  - وعند الجمهور: يقدر الرطل ب 1785 غرام.
- الرطل المصري: ب449.28 غرام.

## المصدر
علي جمعة المكاييل والموازين الشرعية.